# Steve Aoki
Steven Hiroyuki Aoki (* japonsky: çiɾo jɯki aoki; 30. listopadu 1977) je americký DJ a hudební producent. Často je označován za jednoho z nejlépe vydělávajících umělců z turné v celé Severní Americe, z hlediska elektronické taneční hudby. Dále je považován za jednoho z nejvlivnějších Asiatů.
Během své kariéry spolupracoval a spolupracuje s umělci jako jsou will.i.am, Alan Walker, Afrojack, LMFAO, Tini, Linkin Park, AGNEZ MO, Iggy Azalea, Grandson, Lil Jon, Blink-182, Taking Back Sunday, Laidback Luke, BTS, Monsta X, Louis Tomlinson, Backstreet Boys, Rise Against, Vini Vici, Lauren Jauregui a skupinou Fall Out Boy. Proslavil se svými remixy umělců jako je Kid Cudi.
Je zakladatelem charitativního fondu Steve Aoki Charitable Fund, který shromažďuje peníze pro organizace poskytující humanitární pomoc po celém světě.

## Mládí
Narodil se v Miami na Floridě, ale vyrůstal v Newport Beach v Kalifornii. V roce 1995 absolvoval střední školu Newport Harbor High School, kde hrál za univerzitní badmintonový tým. Je japonského původu a třetí dítě Rockyho Aokiho a Chizuru Kobajašiové. Jeho otec byl zápasník, který také založil síť restaurací Benihana. Má dva starší sourozence, sestru Kanu a bratra Kevina. Dále má nevlastní sestru Devon Aoki.
Navštěvoval Kalifornskou univerzitu v Santa Barbaře, kde získal dva bakalářské tituly. Během studií vysoké školy produkoval DIY nahrávky a pořádal undergroundové koncerty. Ve svých 20 letech vybudoval vlastní nahrávací společnost, kterou pojmenoval Dim Mak. Název odkazuje na jeho hrdinu z dětství Bruce Leeho.

## Filantropie
Jeho nadace pomáhá financovat výzkum mozku. Fond klade důraz na možnosti přirozeného prodloužení života, které přicházejí s odstraněním onemocnění mozku. Nadace podporuje i další účely, jako je pomoc při katastrofách, výzkum vývojových poruch a práva zvířat. Spolupracuje s organizacemi Keep Memory Alive, SENS Research Foundation, Buck Institute for Research on Aging, Music for Relief a Best Buddies International.

## Osobní život
V roce 2010 se zasnoubil s modelkou Tiernan Cowlingovou. Vzali se v roce 2015 na havajském ostrově Maui. Žili v Las Vegas v Nevadě. Pár se rozešel v roce 2018.
Po podání přihlášky v roce 2022 byl vybrán k účasti na letu na Měsíc jako člen posádky projektu dearMoon. Mise se měla uskutečnit v roce 2023 na palubě lodi SpaceX. Po zpoždění programu Starship byl projekt v roce 2024 zrušen.
Hlásí se ke kryokonzervaci.

## Ocenění
| Rok  | Ocenění            | Nominované dílo                        | Kategorie                    | Výsledek  |
| ---- | ------------------ | -------------------------------------- | ---------------------------- | --------- |
| 2007 | DJ Awards          | Steve Aoki                             | Ibiza Set                    | vítězství |
| 2008 | Billboard Awards   | Pillowface and His Airplane Chronicles | Best Mix Album of the Year   | vítězství |
| 2012 | World Music Awards | Steve Aoki                             | World's Best EDM Artist      | nominace  |
| 2013 | Grammy Awards      | Wonderland                             | Best Dance/Electronica Album | nominace  |
| 2015 | MTV Latin America  | Steve Aoki                             | Chiuku Award                 | vítězství |

## Diskografie
- Wonderland (2012)
- Neon Future I (2014)
- Neon Future II (2015)
- Steve Aoki Presents Kolony (2017)
- Neon Future III (2018)
- Neon Future IV (2020)
- Hiroquest: Genesis (2022)
- Hiroquest 2: Double Helix (2023)
- Paragon (2024)

## Filmografie
| Rok  | Název                                                       | Role                           |
| ---- | ----------------------------------------------------------- | ------------------------------ |
| 2005 | Punk'd – "David Boreanaz, Kristin Cavaller & Terrell Owens" | Sám sebe                       |
| 2012 | Chasing with Steve Aoki – 7 episodes                        | Sám sebe                       |
| 2013 | Arrow – "The Huntress Returns"                              | Sám sebe                       |
| 2014 | The Distortion of Sound                                     | Sám sebe                       |
| 2015 | I'll Sleep When I'm Dead                                    | Sám sebe                       |
| 2015 | The Hive                                                    | Výkonný producent, autor hudby |
| 2015 | Robot Chicken – "Zeb and Kevin Erotic Hot Tub Canvas"       | Sám sebe (hlas)                |
| 2015 | Bod zlomu                                                   | Sám sebe (cameo)               |
| 2016 | Pekelná kuchyně – "6 Chefs Compete"                         | Sám sebe                       |
| 2016 | Why Him?                                                    | Sám sebe                       |
| 2017 | Charming                                                    | Matilija DJ (hlas)             |
| 2017 | Bill Nye Saves the World                                    | Sám sebe                       |
| 2018 | The Sidemen Show                                            | Sám sebe                       |
| 2022 | Senior Year                                                 | Sám sebe                       |